# Ochraethes viridiventris
Ochraethes viridiventris là một loài bọ cánh cứng trong họ Cerambycidae.